# Rubow
Rubow er en tysk og dansk slægt, som har taget sit navn efter lokaliteten Rubow i Mecklenburg, hvorfra den stammer. Den føres tilbage til friskomager i Schwerin Christopher Daniel Joachim Rubow, nævnt 1764 og 1776, der var farfader til bagermester i København Wilhelm Carl Diederich Rubow (1797–1857).
Hans søn, bagermester, senere grosserer William Rudolph Leopold Rubow (1827–1892) var fader til blandt andre ingeniør i Malmø Rudolph  Rubow (1861–1933), til læge og sundhedsminister Viktor Rubow (1871–1929) og til nationaløkonom Axel Rubow (1873–1940). Viktor Rubow var fader til litteraten Paul Victor Rubow (1896–1972) og til kunsthistorikeren Jørn Rubow (1908–1984).
I Tyskland kan nævnes:
- Ernst Rubow (1880–1958) – tysk pædagog, historiker og geograf
- Oli Rubow (født 1972) – tysk trommeslager